# 大鬼湖
22°52′9.89″N 120°51′40.15″E / 22.8694139°N 120.8611528°E
大鬼湖，是台灣所知最深的高山湖泊，座落於高雄市茂林區與臺東縣延平鄉的交界，中央山脈稜線西部之山麓。
大鬼湖森林生態及野生動物資源多元豐富，行政院農業委員會在1992年將大鬼湖及小鬼湖之間地區劃為雙鬼湖國有林保護區，甫後於2000年10月19日，將國有林延平事業區第32-39林班，屏東事業區第18-31林班，荖濃溪事業區第4-21林班等林地，劃設為雙鬼湖野生動物重要棲息環境範圍內，大鬼湖隸屬行政院農業委員會林務局屏東林區管理處所轄之荖濃事業區。有許多種的保育類動物，到此地須申請甲種入山證及自然保護區的入園證，傳統上可從屏東縣霧臺鄉佳暮村之中興林道東進大鬼湖，會經過大母母山（海拔2,424 公尺）、倫原山（海拔2,434 公尺）及歡喜山（海拔2,326 公尺）。
雙鬼湖野生動物重要棲息環境與出雲山自然保留區及大武山自然保留區，一同串連臺灣南部中央山脈保育廊道，提供野生動物豐富的棲息環境。

## 湖系結構
大鬼湖湖系由三個大小不同的湖泊組成，分別為大鬼湖、大鬼湖東湖及大鬼湖西湖。這三座的湖水是山花奴奴溪、濁口溪的源頭，其中大鬼湖湖面面積約12.6公頃，水位落差可達2公尺，在豐水期水深最深可達67.0公尺。

## 生態資源
由於地形、海拔及氣候複雜，雙鬼湖野生動物重要棲息環境呈現多樣化的森林型態，包括闊葉林、混生林及針葉林。
在陸域動物調查中紀錄到哺乳類16科31種，包含臺灣黑熊、黃喉貂、棕簑貓等保育類動物。鳥類紀錄達57種，包含14種特有種、25種特有亞種，以及19種保育類，如赫氏角鷹及林鵰。

## 神話與傳說

### 巴冷公主傳說
大鬼湖與小鬼湖被魯凱族奉為聖湖，稱作「他馬羅林池」或「答活巴陵」。大鬼湖被中央山脈圍繞，導致季風被中央山脈阻擋，而造成多雨、多霧的情況，再加上於巴冷公主的傳說，更增加了小鬼湖的神秘感。傳說的版本，以下只列其中一種：
傳說在遠古時代，小鬼湖附近住著一群百步蛇類，由一支巨大的百步蛇王阿達裡歐（adalio）統治。有一天，百步蛇王跟部屬說他想娶個貌美的妻子，要部下幫他去選，並冊立為小鬼湖的王后。部屬們就告訴他說，Balriw中Dadele部落Mabalriw家族中的巴冷公主（Balenge），是最理想的人選。
有天巴冷公主在田裡播種小米，就這樣邂逅了阿達裡歐，傳說他來去飄忽，行動如風。在經過這次的邂逅後，巴冷經常來到山田跟阿達裡歐約會，兩人經常偕力工作。但不久他們的戀情被族人發現了，巴冷就告訴阿達裡歐，如果他真心愛他就不可私下約會，希望他可以跟他回家認識他的家人及族人，阿達裡歐也答應了。
但當阿達裡歐跟巴冷回去見她的父母時，他父母及族人發現原來阿達裡歐的真實身分其實是條巨大的百步蛇，雖然他們相愛但人蛇怎麼可以相戀呢，阿達裡歐只好黯然回去了。有天晚上阿達裡歐托夢跟巴冷的父親說希望能取巴冷為妻，巴冷的父親就開出了條件：「誰先找到帕立奇，加上許多鐵鍋、山刀、陶壺、熊、山豬和山羊，作為聘禮，就答應將小女嫁給他。」所謂的帕立奇就是：「相傳，在大海之中，住著人類之母摩阿該以該以（Muakaikai），她的眼淚變成一串串的帕立奇、茉利茉利達安（Palichchi Mulimulhi-than）琉璃珠。」
阿達裡歐費盡了千辛萬苦，用三年的時間找到了怕立奇，並成功了迎娶巴冷公主為妻，並由阿達裡歐帶他回到小鬼湖，送行的親友就看著她的百合花帽漸漸沉入湖水中央。因此大家都很尊敬大鬼湖和小鬼湖。

### 山花奴奴與他羅瑪琳
山花奴奴為魯凱少年名字，傳說他和少女他羅瑪琳相戀，但兩人所屬部族交惡因此兩人戀情受阻，又兩族的戰爭因兩人的關係而將再次爆發，故而相約在戰場前線跳湖殉情，死後女子化為大鬼湖，稱他羅瑪琳池，少年則成為湖水溢出所成的溪流，又稱山花奴奴溪。

## 外部連結
- BRUCE blog 此有大鬼湖的路況及大鬼湖的景色
- 巴冷公主傳說之二[] 此有大鬼湖傳說的其中一個版本
- 大鬼湖 （页面存档备份，存于） 台灣大百科全書 －何立德撰
- 台灣宏觀電視- 大鬼湖
- 大小鬼湖

1. 1 2  . 國家重要濕地保育計畫.   [2022-02-20] （中文（臺灣））.[]